# Menippe adina
Menippe adina är en kräftdjursart som beskrevs av A. B. Williams och Felder 1986. Menippe adina ingår i släktet Menippe och familjen Menippidae. Inga underarter finns listade i Catalogue of Life.